# Enrique Flórez
Enrique Flórez de Setién y Huidobro (født 21. juli 1702 i Valladolid, død 5. maj 1773 i Madrid) var en spansk historiker. 
Han hørte til Augustinerordenen og omtales almindeligvis som el Padre Flórez, og han virkede som teologisk professor ved Universitetet i Alcalá. Hans hovedværk er det højst fortjenstfulde kirkehistoriske arbejde España sagrada, teatro geográfico-histórico de la iglesia de España (29 bind, 1747—73), der er blevet fortsat af forskellige helt ned imod 19. århundredes slutning, senest af det spanske historiske akademi; det sluttedes med 51. bind 1879. Nævnes kan endvidere Clave historial (1743), en kronologi, Medallas de las colonias, municipios y pueblos antiguos de España (2 bind, 1757—58, med supplement 1773), Memorias de las reinas católicas (1761) og en afhandling om Kantabrien i Romernes tid (1768). Til en anden retning hørte det Cursus Theologiæ, som han udgav 1732—38 i 5 kvartbind.